# Tour della nazionale maschile di rugby a 15 della Francia 1968
Nel 1968 la nazionale francese di rugby a 15 si reca in tour nell'emisfero australe. Quattro sconfitte onorevoli sono il bilancio di questo viaggio.

## Risultati
Sistema di punteggio: meta = 3 punti, Trasformazione=2 punti. Punizione e calcio da mark= 3 punti. drop = 3 punti. 
| Blenheim 3 luglio 1968 | Marlborough | 24 – 19 | Francia XV | Lansdowne Park |

| Dunedin 6 luglio 1968 | Otago | 6 – 12 | Francia XV | Carisbrook |

| Invercagill 9 luglio 1968 | Southland | 6 – 8 | Francia XV | Rugby Park |

| Arbitro: | D.Millar |

| |            | |
| mete: Kirton c.p.: McCormick 3 | Marcatori  | c.p.: Villepreux 2 Drop: Lacaze |
| 15 Fergie McCormick 14 Grahame Thorne, 11 Michael O'Callaghan 13 Bill Davis, 12 Ian MacRae 10 Earle Kirton, 9 Christopher Laidlaw 8 Ian Kirkpatrick, 7 Thomas Lister, 6 Kel Tremain (c) 5 Samuel Strahan, 4 Colin Meads 3 Jazz Muller, 2 Bruce McLeod, 1 A. Hopkinson | Formazioni | 15 Pierre Villepreux 14 Andre Piazza, 11 Andre Campaes 13 Jo Maso, 12 Jean Trillo 10 Claude Lacaze (c), 9 Marcel Puget 8 Walter Spanghero, 7 Michel Greffe, 6 Jean Salut 5 Elie Cester, 4 Benoit Dauga 3 J.Iracabal, 2 J.P. Baux, 1 J.M. Esponda |

| New Plymouth 17 luglio 1968 | Taranaki | 6 – 21 | Francia XV | Rugby Park |

| Napier 20 luglio 1968 | Hawke's Bay | 12 – 16 | Francia XV | Mc Lean Park |

| Palmerstone North 23 luglio 1968 | Manawatu | 3 – 8 | Francia XV | The Showgrounds Oval |

| Arbitro: | J.Pring |

| |            | |
| c.p.: McCormick 3 | Marcatori  | c.p.: Villepreux |
| 15 Fergie McCormick 14 Grahame Thorne, 11 Michael O'Callaghan 13 Ian MacRae, 12 Wayne Cottrell 10 Earle Kirton, 9 Christopher Laidlaw 8 Brian Lochore (c), 7 Ian Kirkpatrick, 6 Kel Tremain 5 Samuel Strahan, 4 Colin Meads 3 Ken Gray, 2 Bruce McLeod, 1 Alister Hopkinson | Formazioni | 15 Pierre Villepreux 14 Jean-Marie Bonal, 11 Andre Campaes 13 Jo Maso, 12 Jean Trillo 10 Christian Boujet, 9 Marcel Puget (c) 8 Walter Spanghero, 7 Michel Greffe, 6 Bernard Dutin 5 Alain Plantefol, 4 Benoit Dauga 3 J. Iracabal, 2 Jean-Paul Baux, 1 J.M. Esponda |

| Taumarunui 31 luglio 1968 | King Country | 9 – 23 | Francia XV |  |

| Whangarei 3 luglio 1968 | North Auckland | 6 – 10 | Francia XV | Okara Park |

| Hamilton 6 agosto 1968 | Waikato | 8 – 13 | Francia XV | Rugby Park |

| Arbitro: | J.Murphy |

| |            | |
| mete: Going 2 trasf.: McCormick 2 c.p.: McCormick 2 Drop: Cottrell | Marcatori  | mete: Carrere, Lux Trillo Drop: Dourthe |
| 15 Fergie McCormick 14 Owen Stephens, 11 Michael O'Callaghan 13 Grahame Thorne, 12 Wayne Cottrell 10 Earle Kirton, 9 Sid Going 8 Brian Lochore (c), 7 Ian Kirkpatrick, 6 Kel Tremain 5 Samuel Strahan, 4 Colin Meads 3 Ken Gray, 2 Bruce McLeod, 1 Alister Hopkinson | Formazioni | 15 Pierre Villepreux 14 Jean-Marie Bonal, 11 Jean-Pierre Lux 13 Claude Dourthe, 12 Jean Trillo 10 Jo Maso, 9 Jean-Louis Berot 8 Walter Spanghero, 7 Christian Carrere (c), 6 Michel Billiere 5 Elie Cester, 4 Benoit Dauga 3 Michel Lasserre, 2 Michel Yachvili, 1 Jean-Claude Noble |

| Arbitro: | C.Ferguson |

| |            | |
| mete: Smith trasf.: McGill c.p.: McGill Drop: Ballesty | Marcatori  | mete: Boujet, Spanghero trasf.: Boujet, Villepreux |
| 15 Arthur McGill 14 John Cole, 11 Barry Honan 13 Phil Smith, 12 John Brass 10 John Ballesty, 9 John Hipwell 8 David Taylor, 7 Hugh Rose, 6 Greg Davis 5 Norman Reilly, 4 Stuart Gregory 3 Roy Prosser, 2 Peter Johnson (c), 1 Jim Roxburgh | Formazioni | 15 Pierre Villepreux 14 Andre Piazza, 11 Andre Campaes 13 Jean-Pierre Lux, 12 Jean Trillo 10 Jo Maso, 9 Jean-Louis Berot 8 Walter Spanghero, 7 Christian Carrere (c), 6 Bernard Dutin 5 Elie Cester, 4 Benoit Dauga 3 Michel Lasserre, 2 Michel Yachvili, 1 J.-C. Noble sostituti: 16 Christian Boujet, |